# (37808) 1997 YL14
1997 YL14 (asteroide 37808) é um asteroide da cintura principal. Possui uma excentricidade de 0.07594480 e uma inclinação de 2.68252º.
Este asteroide foi descoberto no dia 31 de dezembro de 1997 por Takao Kobayashi em Oizumi.